# Ippolito Luigi De Cristofaro
Ippolito Luigi De Cristofaro (Scordia, 23 giugno 1884 – Catania, 25 febbraio 1963) è stato un politico italiano.

## Biografia
Barone, nipote del senatore Ippolito De Cristofaro. Laureato in giurisprudenza, intraprese la carriera diplomatica.
Vicino al conterraneo Luigi Sturzo, fu tra i fondatori del Partito Popolare Italiano (1919).
Nel 1919 fu eletto deputato del Regno, e riconfermato nel 1921 alla Camera, fino al 1924..
Aderì al fascismo solo nel 1934, senza incarichi di rilievo. Dopo la seconda guerra mondiale divenne dirigente della Democrazia Cristiana, vicino alle posizioni di Mario Scelba.